# اندری بویکو
اندری بویکو (اوکراینی: Бойко Андрій Борисович؛ زادهٔ ۲۷ آوریل ۱۹۸۱) بازیکن فوتبال اهل اوکراین است.
از باشگاه‌هایی که در آن بازی کرده‌است می‌توان به باشگاه فوتبال کریفباس کریفیی ریه، باشگاه فوتبال متالورگ زاپروژیا، باشگاه فوتبال ماریوپول، باشگاه فوتبال تاوریا سیمفروپول، باشگاه فوتبال استال آلچفسک، باشگاه فوتبال اودون تانی، باشگاه فوتبال اوورلا اوژهورود، و باشگاه فوتبال فورسکلا پولتاوا اشاره کرد.